# Stephen Moore (1er comte Mount Cashell)
Pour les articles homonymes, voir Stephen Moore et Moore.
Stephen Moore (25 juillet 1730 - 14 mai 1790) est un propriétaire terrien et un homme politique irlandais.

## Biographie
Il est le fils aîné de Stephen Moore (1er vicomte Mount Cashell), et d'Alicia Colville, fille de Hugh Colville. Il est élu à la Chambre des communes irlandaise pour Lismore, siège qu'il occupe jusqu'en 1766 lorsqu'il succède à son père et entre à la Chambre des lords irlandaise. En 1781, il est créé comte Mount Cashell, de Cashell dans le comté de Tipperary dans la pairie d'Irlande. En 1785, il est également admis au Conseil privé d'Irlande.
Il épouse Helena Rawdon, fille de John Rawdon (1er comte de Moira), en 1769. Ils ont plusieurs enfants. Deux frères et sœurs se sont mariés avec des enfants de Robert King (2e comte de Kingston) et de son épouse Caroline FitzGerald: une fille, Helena Moore, épouse George King (3e comte de Kingston), et est la mère de l’antiquaire Edward King (vicomte Kingsborough), et le fils et héritier, Stephen Moore, épouse Margaret King en 1791.
Il est décédé en mai 1790, à l'âge de 59 ans, et son fils Stephen lui succède comme comte.